# Griefs de Guitart Isarn, seigneur de Caboet

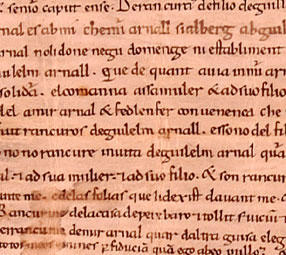
Extrait du texte original conservé à la Bibliothèque nationale de Catalogne à Barcelone.

Les Griefs de Guitart Isarn, seigneur de Caboet (en catalan : Greuges de Guitard Isarn, senyor de Caboet) est un des premiers textes écrit en catalan. Il est également connu sous le nom de Greuges de Guitard Isarn ou Greuges de Caboet. Guitard Isarn était seigneur de Caboet (ca).

## Présentation
Les Greuges de Guitard Isarn sont écrits en catalan miédéval, même si les phrases introductives des différents points traités sont en latin.
Le texte vient de l'ancien territoire du diocèse d'Urgell, où le catalan a été utilisé très tôt dans l'écriture. Le document conservé correspond à l'original et a été écrit entre 1085 et 1095 et provient d'Organyà. Il a été acquis et publié par Joaquim Miret (ca), historien, archiviste et érudit catalan qui l'offrit ensuite à la Bibliothèque de Catalogne au début du XXe siècle.
Pour Joaquim Miret c'est le texte complexe le plus ancien en catalan, avant les Homélies d'Organyà, qui est considéré comme le texte littéraire catalan le plus ancien.

## Extrait
« ...per pled et per gera, tro lor dret los en sia exid... »
— Texte original en catalan médiéval.
« ...per plet i per guerra, fins que llur dret els en sigui reconegut... »
— Traduction en catalan actuel.
« ...par la loi et par la guerre, jusqu'à ce que leur droit soit reconnu... »
— Traduction en français.